# وت کمپ ویلج (آریزونا)
وت کمپ ویلج (به انگلیسی: Wet Camp Village) یک منطقهٔ مسکونی در ایالات متحده آمریکا است که در شهرستان پاینال، آریزونا واقع شده‌است. وت کمپ ویلج ۱۱٫۴۰ کیلومتر مربع مساحت و ۲٬۸۸۲ نفر جمعیت دارد.